# Nilus pseudojuvenilis
Espèce
Synonymes
- Thalassius pseudojuvenilis Sierwald, 1987

Nilus pseudojuvenilis est une espèce d'araignées aranéomorphes de la famille des Pisauridae.

## Distribution
Cette espèce est endémique du Mozambique. Elle se rencontre vers Tete.

## Description
La femelle holotype mesure 22,5 mm.

## Publication originale
- Sierwald, 1987 : Revision der Gattung Thalassius (Arachnida, Araneae, Pisauridae). Verhandlungen des Naturwissenschaftlichen Vereins in Hamburg, vol. 29, p. 51-142.